# Metaheinrichit
Metaheinrichit (IMA-Symbol Mhrc) ist ein selten vorkommendes Mineral aus der Mineralklasse der „Phosphate, Arsenate und Vanadate“ mit der chemischen Zusammensetzung Ba[UO2|AsO4]2·8H2O und damit chemisch gesehen ein wasserhaltiges Barium-Uranyl-Arsenat.
Metaheinrichit kristallisiert im tetragonalen Kristallsystem und entwickelt quadratische bis rechteckige Kristalle mit tafeligem Habitus. Das Mineral ist durchsichtig bis durchscheinend und zeigt auf den Oberflächen der leuchtend gelben bis grünen Kristalle einen glasähnlichen Glanz. Seine Strichfarbe ist dagegen eher blassgelb bis weiß.

## Etymologie und Geschichte
Erstmals erwähnt wird die Entdeckung eines neuen sekundären wasserhaltigen Barium-Arsen-Uranminerals 1954 durch Hans W. Bültemann, der es in Mineralproben aus der Grube Anton bei Wittichen im Schwarzwald fand. Kurt Walenta untersuchte das Material 1958 noch einmal genauer, beschrieb seine Ergebnisse allerdings in einem unveröffentlichten Vorbericht.
1956 wurden Proben eines Minerals aus der White King Mine in Lakeview (Oregon) entdeckt, die zuerst für Nováčekit gehalten wurden, jedoch große Mengen an Barium, Uran und Arsen enthielten. Eugene B. Gross, Alice S. Corey und Richard S. Mitchell analysierten dieses Material und stellten ebenso wie Walenta fest, dass die Proben tatsächlich zwei neue Minerale enthielten. Während Walenta die beiden Minerale aus der Grube Anton in seinem Vorbericht als Sandbergerit und Metasandbergerit bezeichnete, benannten Gross, Corey und Mitchell die Minerale aus der Wheit King Mine zeitgleich als Heinrichit und Metaheinrichit nach dem Mineralogen Eberhardt William Heinrich (1918–1991). Das Präfix „Meta-“ weist dabei auf den im Gegensatz zum Heinrichit geringeren Wassergehalt hin. Die von Gross, Corey und Mitchell gewählte Bezeichnung wurde von allen Autoren akzeptiert.
Das Typmaterial des Minerals wird im National Museum of Natural History (NMNH) in Washington, D.C. unter der Inventarnummer 115884 aufbewahrt.
Da der Metaheinrichit bereits vor der Gründung der International Mineralogical Association (IMA) bekannt und als eigenständige Mineralart anerkannt war, wurde dies von ihrer Commission on New Minerals, Nomenclature and Classification (CNMNC) übernommen und bezeichnet den Metaheinrichit als sogenanntes „grandfathered“ (G) Mineral. Die seit 2021 ebenfalls von der IMA/CNMNC anerkannte Kurzbezeichnung (auch Mineral-Symbol) von Metaheinrichit lautet „Mhrc“.

## Klassifikation
Bereits in der letztmalig 1977 überarbeiteten 8. Auflage der Mineralsystematik nach Strunz gehörte der Metaheinrichit zur Mineralklasse der „Phosphate, Arsenate und Vanadate“ und dort zur Abteilung „Wasserhaltige Phosphate, Arsenate und Vanadate mit fremden Anionen“, wo er zusammen mit Abernathyit, Meta-Ankoleit, Meta-Autunit, Metakahlerit, Metakirchheimerit, Metanatroautunit, Metanatrouranospinit, Metanováčekit, Metatorbernit, Metauranocircit, Metauranospinit, Metazeunerit, Sincosit und Trögerit sowie dem inzwischen als identisch mit Bassetit identifizierten und diskreditierten Metabassetit und dem als fraglich geltenden Metauramphit die „Meta-Uranit-Reihe“ mit der Systemnummer VII/D.20b bildete.
In der zuletzt 2018 überarbeiteten Lapis-Systematik nach Stefan Weiß, die formal auf der alten Systematik von Karl Hugo Strunz in der 8. Auflage basiert, erhielt das Mineral die System- und Mineralnummer VII/E.02-120. Dies entspricht der neu definierten Abteilung „Uranyl-Phosphate/Arsenate und Uranyl-Vanadate mit [UO2]2+–[PO4]/[AsO4]3− und [UO2]2+–[V2O8]6−, mit isotypen Vanadaten (Sincositreihe)“, wo Metaheinrichit zusammen mit Abernathyit, Bassetit, Chernikovit, Lehnerit, Meta-Ankoleit, Meta-Autunit, Metakahlerit, Metakirchheimerit, Metalodèvit, Metanatroautunit, Metanováčekit, Metarauchit, Metasaléeit, Metatorbernit, Metauranocircit, Metauranospinit, Metazeunerit, Natrouranospinit, Ulrichit, Uramarsit und Uramphit sowie dem inzwischen diskreditierten Pseudo-Autunit die „Meta-Autunit-Gruppe“ mit der Systemnummer VII/E.02 bildet.
Die von der IMA zuletzt 2009 aktualisierte 9. Auflage der Strunz’schen Mineralsystematik ordnet den Metaheinrichit ebenfalls in die Abteilung der „Uranylphosphate und Arsenate“ ein. Diese ist weiter unterteilt nach dem Stoffmengenverhältnis der enthaltenen Uranyl- zu den Phosphat-, Arsenat- bzw. Vanadatkomplexen. Das Mineral ist hier entsprechend seiner Zusammensetzung in der Unterabteilung „UO2 : RO4 = 1 : 1“ zu finden ist, wo es zusammen mit Bassetit, Lehnerit, Meta-Autunit, Metakahlerit, Metakirchheimerit, Metalodèvit, Metanatroautunit, Metanováčekit, Metasaléeit, Metatorbernit, Metauranocircit, Metauranospinit und Metazeunerit sowie den als fraglich geltenden Mineralen Metauramphit und Przhevalskit die „Meta-Autunit-Gruppe“ mit der Systemnummer 8.EB.10 bildet.
In der vorwiegend im englischen Sprachraum gebräuchlichen Systematik der Minerale nach Dana hat Metaheinrichit die System- und Mineralnummer 40.02a.04.02. Dies entspricht der Klasse der „Phosphate, Arsenate und Vanadate“ und dort der Abteilung „Wasserhaltige Phosphate etc.“, wo das Mineral zusammen mit Heinrichit in einer unbenannten Gruppe mit der Systemnummer 40.02a.04 innerhalb der Unterabteilung „Wasserhaltige Phosphate etc., mit A2+(B2+)2(XO4) × x(H2O), mit (UO2)2+“ zu finden ist.

## Kristallstruktur
Metaheinrichit kristallisiert in der tetragonalen Raumgruppe P42/n (Raumgruppen-Nr. 86) mit den Gitterparametern a = 7,07 Å und c = 17,74 Å sowie zwei Formeleinheiten pro Elementarzelle.

## Eigenschaften
Das Mineral ist durch seinen Urangehalt von bis zu 43,30 Gew.-% sehr stark radioaktiv. Unter Berücksichtigung der Mengenanteile der radioaktiven Elemente in der idealisierten Summenformel sowie der Folgezerfälle der natürlichen Zerfallsreihen wird für das Mineral eine spezifische Aktivität von etwa 77,514 kBq/g angegeben (zum Vergleich: natürliches Kalium 0,0312 kBq/g). Der zitierte Wert kann je nach Mineralgehalt und Zusammensetzung der Stufen deutlich abweichen, auch sind selektive An- oder Abreicherungen der radioaktiven Zerfallsprodukte möglich und ändern die Aktivität.
Unter UV-Licht zeigen manche Metaheinrichite eine strahlend grüne bis grünlichgelbe Fluoreszenz.

## Bildung und Fundorte
Metaheinrichit bildet sich wie Heinrichit als Sekundärmineral in der Oxidationszone von Uran-Lagerstätten. Als Begleitminerale können neben Heinrichit noch Arseniosiderit, Erythrin, Nováčekit, Pitticit, Uraninit und Zeunerit auftreten.
Als seltene Mineralbildung konnte Metaheinrichit nur an wenigen Orten nachgewiesen werden, wobei weltweit bisher rund 25 Vorkommen dokumentiert sind (Stand 2025). Die als Typlokalität geltende White King Mine bei Lakeview in Oregon ist dabei der bisher einzige bekannte Fundort in den Vereinigten Staaten.
In Wittichen trat das Mineral außer an seiner Co-Typlokalität in der Grube Anton noch in weiteren Gruben und Halden zutage wie beispielsweise im Clara-Stollen, der Grube Sophia und der Schmiedestollenhalde. Daneben konnte Metaheinrichit in Baden-Württemberg unter anderem noch in der Kobaltgrube Segen Gottes bei Sulzburg (Breisgau-Hochschwarzwald), den Gruben Clara bei Oberwolfach und Michael am Hörnlesgraben nahe Seelbach (Ortenaukreis), der Grube Hilfe Gottes bei Lehengericht und der Geigeshalde nahe Schramberg (Rottweil) sowie bei Nußbach (Triberg im Schwarzwald), Hammereisenbach-Bregenbach (Schwarzwald-Baar) und Menzenschwand (Waldshut) gefunden werden. Weitere bisher bekannte einzelne Fundstätten in Deutschland liegen in Bayern, Rheinland-Pfalz und Sachsen.
Daneben kennt man Metaheinrichit nur noch aus Riviéral in der Gemeinde Le Bosc (Hérault) und Rabejac in der Gemeinde Le Puech (beide in Okzitanien) in Frankreich und der Gemeinde Pechina in der spanischen Provinz Almería.

## Vorsichtsmaßnahmen
Aufgrund der starken Radioaktivität des Minerals sollten Mineralproben vom Metaheinrichit nur in staub- und strahlungsdichten Behältern, vor allem aber niemals in Wohn-, Schlaf- und Arbeitsräumen aufbewahrt werden. Ebenso sollte eine Aufnahme in den Körper (Inkorporation, Ingestion) auf jeden Fall verhindert und zur Sicherheit direkter Körperkontakt vermieden sowie beim Umgang mit dem Mineral Mundschutz und Handschuhe getragen werden.